# Mike Resnick
Michael "Mike" Diamond Resnick (Chicago, Illinois, 5 de marzo de 1942-9 de enero de 2020) fue un escritor estadounidense, especializado en ciencia ficción. Fue editor ejecutivo de la revista Jim Baen's Universe.

## Biografía
Acudió a la Universidad de Chicago entre 1959 y 1961. Allí conoció a Carol, con quien se casó en 1961 y tuvo una hija en 1962.
Ese año tomó contacto con el fandom y en 1963 acudió a la primera worldcon. Entre 1964 y 1976 escribió unas doscientas novelas y 300 relatos.
En 1968 él y su mujer se convirtieron en criadores profesionales de perros de raza collie, y en 1976 montaron un hotel para mascotas. Hacia 1980 el criadero de perros tenía ya 21 empleados y Resnick pudo dedicarse a la ciencia ficción.

## Obra
La obra de Resnick tiene dos temas principales. Uno de ellos es las fábulas y las leyendas. Muchos de sus personajes tienen nombres grandilocuentes y en ocasiones incluye a bardos entre ellos.
El otro tema es África, su historia, cultura y las consecuencias del colonialismo (de hecho, Resnick visitó África en varios safaris). Así, muchas de sus historias transcurren en África o tienen personajes africanos.
También es frecuente una cierta dosis de humor, incluso en sus historias más serias.

## Obras
(Solo obras publicadas en español)

### Novelas
- El germen (1984)
- Santiago: un mito del futuro lejano (1986)
- La dama oscura (1987)
- Marfil (1988)
- Siete visiones de la garganta de Olduvai (1995)
- El amuleto del poder (2003)
- Starship: Motín (2005)
- Starship: Pirata (2006)
- Starship: Mercenario (2007)

#### Obras publicadas en inglés
- The Goddess of Ganymede (1967)
- Pursuit on Ganymede (1968)
- Redbeard (1969)
- Battlestar Galactica #5: Galactica Discovers Earth (con Glen Larson) (1980)
- The Soul Eater (1981)
- Birthright The Book of Man (1982)
- Walpurgis III (1982)
- Sideshow (1982)
- The Three-Legged Hootch Dancer (1983)
- The Wild Alien Tamer (1983)
- The Best Rootin' Tootin' Shootin' Gunslinger in the Whole Damned Galaxy (1983)
- The Branch (1984)
- Eros Ascending (1984)
- Eros at Zenith (1984)
- Eros Descending (1985)
- Adventures (1985)
- Eros at Nadir (1986)
- Santiago: a Myth of the Far Future (1986)
- Stalking the Unicorn (1987)
- The Dark Lady (1987)
- Ivory (1988)
- Paradise (1989)
- Second Contact (1990)
- The Red Tape War (con Jack L. Chalker y George Alec Effinger) (1991)
- Soothsayer (1991)
- Oracle (1992)
- Lucifer Jones (1992)
- Purgatory (1992)
- Exploits (1993)
- Prophet (1993)
- Inferno (1993)
- A Miracle of Rare Design (1994)
- Encounters (1994)
- Dog in the Manger (misterio) (1995)
- The Widowmaker (1996)
- The Widowmaker Reborn (1997)
- The Widowmaker Unleashed (1998)
- Kirinyaga (1998)
- A Hunger in the Soul (1998)
- The Outpost (2001)
- The Return of Santiago (2003)
- Lara Croft: The amulet of the power
- Lady With an Alien (2005)
- A Gathering of Widowmakers (2005)
- Dragon America (2005)
- Starship: Mutiny (2005)
- A Club in Montmartre (2006)
- Starship: Pirate (2006)
- World Behind the Door (2007)
- Starship: Mercenary (2007)
- Stalking the Vampire (2008)
- Starship: Rebel (2008)
- Hazards (2009)
- Stalking the Dragon (2009)
- Starship: Flagship (2009)
- The Buntline Special (2010)
- The Doctor and the Kid (2011)
- The Cassandra Project (con Jack McDevitt) (2012)
- The Doctor and the Rough Rider (2012)
- The Trojan Colt (2013)

### Cuentos
- El equipo B (Año desconocido)
- Las asombrosas aventuras de Isaac el intrépido (1980)
- Dios y el Sr. Slatterman (1984)
- El último perro (1977)
- He tocado el cielo (1989)
- Una mañana perfecta (1991)
- Los monstruos de Midway (1991)
- Las 43 dinastías de Antares (1998)
- Flores de invernadero (1999)
- Los elefantes de Neptuno (2001)
- La granja del viejo McDonald (2001), también publicado como El viejo MacDonald tenía una granja
- Te están mirando, muchacha (2003)
- Una princesa de la Tierra (2004)
- Viajes con mis gatos (2004)
- El sumidero de la memoria (2005)
- Ànimes bessones,  publicado por ahora solo en catalán (2009)
- Una chica muy especial (2011)

## Premios

### Obtenidos
- 1989: Premio Hugo al mejor relato corto por Kirinyaga
- 1989: Premio SF Chronicle de relato largo por Kirinyaga
- 1990: Premio SF Chronicle de relato largo por He tocado el cielo
- 1991: Premio SF Chronicle de novela corta por Bully!
- 1991: Premio SF Chronicle de relato largo por The Manamouki
- 1994: Premio UPC de novela corta por Siete vistas sobre la garganta Olduvai
- 1994: Premio Nébula a la mejor novela corta por Siete vistas sobre la garganta Olduvai
- 1994: Premio HOMer de relato corto por Mwalimu in the Squared Circle
- 1995: Premio Hugo a la mejor novela corta por Siete vistas sobre la garganta Olduvai
- 1995: Premio HOMer de novela corta por Siete vistas sobre la garganta Olduvai
- 1996: Premio Ignotus al mejor cuento extranjero por Siete vistas sobre la garganta Olduvai
- 1996: Premio SF Chronicle de novela corta por Bibi (con Susan Shwartz)
- 1996: Premio Skylark por su aportación a la ciencia ficción
- 1998: Premio Hugo al mejor relato corto por Las 43 dinastías de Antares
- 2000: Premio Seiun de novela extranjera por Kirinyaga
- 2000: Premio HOMer de relato corto por Hothouse Flowers
- 2001: Premio HOMer de relato corto por The Elephants on Neptune
- 2002: Premio Ignotus al mejor cuento extranjero por Las 43 dinastías de Antares
- 2005: Premio Hugo al mejor relato corto por Viajes con mis gatos
- 2006: Premio Ignotus al mejor cuento extranjero por El sumidero de la memoria

### Finalista
- 1990: Premio Arthur C. Clarke por Ivory: A Legend of Past and Future
- Varios años: Premio Nébula en siete ocasiones entre ellas por la novela Ivory: A Legend of Past and Future (1990)
- Varios años: Premio Hugo en dieciséis ocasiones
- Finalista del Premio Ignotus 2012 en la categoría de mejor cuento extranjero por Una chica muy especial (publicada en Zombimaquia, ed. Dolmen, 2011).